# Zwinger (Dresden)
Dresdenski Zwinger (nemško Dresdner Zwinger, IPA: [ˈdʁeːzdnɐ ˈt͡svɪŋɐ]) je palačni kompleks z vrtovi v Dresdnu v Nemčiji. Zasnoval ga je arhitekt Matthäus Daniel Pöppelmann in je ena najpomembnejših zgradb baročnega obdobja v Nemčiji. Zwinger je poleg Dresdenska Frauenkirche najbolj znan arhitekturni spomenik v Dresdnu.
Ime zwinger izvira iz srednjeveškega imena za trdnjavski del med zunanjim in notranjim obzidjem, čeprav zwinger ob začetku gradnje ni več imel funkcije, ki bi ustrezala imenu.
Zwinger je bil zgrajen leta 1709 kot oranžerija in vrt ter reprezentativno festivalsko območje. Njegovi bogato okrašeni paviljoni in galerije, obrobljene z balustradami, figurami in vazami, pričajo o sijaju v času vladavine Avgusta Močnega, volilnega kneza Saške in izvoljenega poljskega kralja. V prvotni zasnovi volilnega kneza je bil Zwinger preddverje novega gradu, ki bi zavzel območje med njim in Labo; zato je Zwinger ostal nerazvit na strani labe (začasno zaprt z obzidjem). Načrti o novem gradu so bili po smrti Avgusta Močnega opuščeni, z odmikom od baroka pa je Zwinger sprva izgubil pomen. Šele več kot stoletje pozneje ga je arhitekt Gottfried Semper dopolnil z Semperjevo galerijo proti Labi.
Leta 1855 odprta Semperjeva galerija je bila eden najpomembnejših nemških muzejskih projektov 19. stoletja in je omogočila razširitev uporabe Zwingerja kot muzejskega kompleksa, ki je od 18. stoletja dalje rasel pod vplivom časa. Bombardiranje Dresdna 13. in 14. februarja 1945 je Zwinger močno prizadelo in povzročilo obsežno uničenje. Od rekonstrukcije v 1950-ih in 1960-ih so se za javnost odprli Gemäldegalerie Alte Meister (Galerija slik starih mojstrov, Dresden), Dresdenska zbirka porcelana (Dresdener Porzellansammlung) in Mathematik-Physikalischer Salon (Kraljevi kabinet matematičnih in fizikalnih instrumentov). Prvotni namen uporabe kot oranžerija, vrt in kot reprezentativni festivalski prostor je šel v ozadje; slednjo še naprej negujejo z izvajanjem glasbenih in gledaliških prireditev.

## Trenutna lokacija v središču mesta
Zwinger pokriva območje na severozahodnem robu Innere Altstadt (notranje staro mesto), ki je del zgodovinskega središča Dresdna. Je v neposredni bližini drugih znanih znamenitosti, vključno z Dresdenskim gradom in Semperoper. Zwinger omejuje Sophienstraße na jugovzhodu, Postplatz na jugu, Ostra-Allee na jugozahodu, cesta Am Zwingerteich na severozahodu in Gledališki trg (Theaterplatz) na vzhodu. Bližnje stavbe so državno gledališče Dresden na jugozahodu, Haus am Zwinger na jugu, hotel Taschenbergpalais na jugovzhodu, zahodno krilo palače Grünes Gewölbe na vzhodu, Altstädtische Hauptwache na severovzhodu, Semperjevo opero na severu in nekdanje kraljeve konjušnice na severozahodu. V razgledu ležijo Dresdenska stolnica in italijanska vas na gledališkem trgu, Wilsdruffer Kubus na Postplatzu in vrt vojvodinje z ostanki nekdanje stavbe oranžerije na zahodu. Terasasti bregovi reke Labe so 200 metrov severovzhodno od Zwingerja.

## Zgodovina

### Izvor imena
Ime Zwinger sega v običajni srednjeveški nemški izraz za tisti del utrdbe med zunanjim in notranjim obrambnim zidom ali 'zunanji oddelek'. Arheološki dokazi kažejo, da je bila gradnja prvega mestnega obzidja v zadnji četrtini 12. stoletja. Dokumentarni vpis kot civitas leta 1216 kaže na obstoj zaprte dresdenske utrdbe v tistem času. Leta 1427, med husitskimi vojnami, so se začela dela na krepitvi mestne obrambe in bila okrepljena z drugim – zunanjim – obzidjem. Te izboljšave so se začele blizu vrat Wilsdruffer Tor. Korak za korakom je bilo treba stari jarek zasuti in premakniti. Območje med obema obzidjema se je na splošno imenovalo Zwinger in ga je kraljevi dvor v Dresdnu v bližini gradu uporabljal za vrtove. Lokacija tako imenovanega Zwingergarten iz tistega obdobja je le nenatančno znana med utrdbami na zahodni strani mesta. Njegov obseg se je ponekod spreminjal zaradi kasnejših izboljšav utrdb in je na različnih zemljevidih prikazan različno.
Ta kraljevi Zwingergarten, vrt za oskrbo dvora, je še vedno opravljal eno od svojih funkcij, kot pove že ime, kot ozko obrambno območje med zunanjim in notranjim obrambnim zidom. Ko so se v začetku 18. stoletja začela dela na današnji palači Zwinger, temu ni bilo več tako, kljub temu pa se je ime preneslo na novo stavbo. Resda jugozahodni deli stavbe baročnega dresdenskega Zwingerja, vključno z vrati Kronentor, stojijo na še danes vidnih delih zunanje kurtine; a o notranjem zidu ni več sledi.

### Zgodnji razvoj mesta na območju Zwingerja
Vse do globoko v 16. stoletju je bilo območje današnjega Zwingerjevega kompleksa še zunaj mestnih utrdb. Blizu je potekal stari odsek reke Weißeritz, ki ne obstaja več in se je pri Starem gradu izlivala v Labo. Leta 1569 so se začela velika dela na prezidavi in novih stavbah ob utrdbah zahodno od gradu po načrtih gradbenega mojstra Rochusa Quirina, grofa Lynarskega, ki je prišel iz Firenc. Nasipi, potrebni na območju sotočja reke, so se izkazali za velik izziv. Spomladi 1570 je Weißeritz povzročila hudo škodo zaradi poplav na nasipu, ki je za kratek čas oviral projekt gradnje. Nato so se leta 1572 obnovitvena dela ob utrdbah začasno ustavila.

### Zgodnja zgodovina
Avgust Močni se je vrnil z velike turneje po Franciji in Italiji v letih 1687–89, ravno v trenutku, ko je Ludvik XIV. Francoski preselil svoj dvor v Versailles. Ko se je vrnil v Dresden, ko je uredil svojo izvolitev za poljskega kralja (1697), si je želel nekaj podobno spektakularnega zase. Utrdbe niso bile več potrebne in so zagotavljale takoj dostopen prostor za njegove načrte. Prvotni načrti, ki jih je razvil njegov dvorni arhitekt Matthäus Daniel Pöppelmann pred letom 1711, so zajemali prostor sedanjega kompleksa palače in vrta ter kot vrtove vključevali tudi prostor do reke Labe, na katerem sta bila zgrajena Semperoper in njen trg v 19. stoletju.
Zwinger je zasnoval Pöppelmann in je bil izdelan v fazah od 1710 do 1728. Skulpturo je zagotovil Balthasar Permoser. Zwinger je bil uradno odprt leta 1719, ob poroki volilnega kneza Friderika Avgusta s hčerko habsburškega cesarja, nadvojvodinjo Marijo Jožefo. Takrat so bili zunanji ovoji stavb že postavljeni in so s svojimi paviljoni in arkadnimi galerijami tvorili markantno kuliso dogajanja. Šele po dokončanju njihove notranjosti leta 1728 pa so lahko služile svoji predvideni funkciji kot razstavne galerije in knjižnične dvorane.
Avgustova smrt leta 1733 je ustavila gradnjo, ker so bila sredstva potrebna drugje. Območje palače je ostalo odprto proti trgu Semperoper (Gledališki trg) in reki. Kasneje so načrte spremenili v manjši obseg in v letih 1847–1855 območje zaprli z izgradnjo galerijskega trakta, ki danes ločuje Zwinger od Gledališkega trga. Arhitekt te stavbe, kasneje imenovane Semperjeva galerija, je bil Gottfried Semper.

### Uničenje in obnova
Stavba je bila večinoma uničena med bombardiranjem preprog 13. in 15. februarja 1945. Umetniška zbirka je bila pred tem evakuirana. Leta 1945 se je začela obnova, ki jo je podprla sovjetska vojaška uprava; deli obnovljenega kompleksa so bili odprti za javnost leta 1951. Do leta 1963 je bil Zwinger v veliki meri obnovljen v predvojnem stanju.

## Galerija
- Zwinger
- Zidni paviljon 2013